# 石屋製菓
石屋製菓株式会社（いしやせいか、英: ISHIYA CO.,LTD.）は、北海道札幌市西区に本社を置く製菓メーカー・企業。「日本チョコレート・ココア協会」会員。

## 概要
北海道を代表する銘菓「白い恋人」をはじめとする北海道限定品を販売しているほか、関連会社の運営によるテーマパーク「白い恋人パーク」には日本国内外から観光客が訪れている。「北海道コンサドーレ札幌」のオフィシャルトップパートナー（スポンサー）になっており、サポーターにも広く認知されている。「白い恋人パーク」に隣接して事務所や練習場「宮の沢白い恋人サッカー場」がある。
2017年（平成29年）には銀座の「GINZA SIX」に北海道外初出店となり、主力商品を取り扱わず差別化した店舗「ISHIYA GINZA」がオープンした。
2019年（令和元年）9月20日には大阪府の大丸心斎橋店に「イシヤ 心斎橋」がオープンした。
北海道リート投資法人のスポンサーの一社である。

## 主な商品
「北海道銘菓」としてのブランド力は、商品自体の魅力に加えて確固とした販路戦略があり、「観光や出張で北海道を訪れた人が、旅の思い出として買っていく。そうして自分が住む土地に戻って、家庭や職場などで白い恋人を食べながら『北海道に行ってきたよ』と思い出を共有している。北海道土産のファーストチョイスとして同商品が選ばれていることを大事にしていきたい。」としている。そのため、北海道外での販路は全国各地で催している物産展や通信販売に限定している。
- 白い恋人
- 美冬
- 白いバウム
- なまらバターバウム TSUMUGI
- i・ガトー
- 白いロールケーキ
- プレミアムアイスクリーム
- ルセット デ アルチザン
- イシヤパルフェ
- キャンディチョコレート

## 沿革
石屋製菓の前身は澱粉加工工場として開業した会社であり、当初はドロップ、駄菓子、生菓子を中心に製造していた。1959年（昭和34年）に現在の会社を設立後、1971年（昭和46年）にクッキー「シェルター」を発売すると、1976年（昭和51年）にホワイトチョコレートを2枚のクッキーでサンドしたラング・ド・シャ「白い恋人」が誕生した。

### 年表
- 1947年（昭和22年）10月：石水幸安が札幌市北区茨戸で、政府委託の澱粉加工業として創業[1]。
- 1948年（昭和23年）：ドロップス製造開始。
- 1957年（昭和32年）：生菓子製造開始。
- 1959年（昭和34年）10月：札幌市東区北9条東8丁目で、「石屋製菓株式会社」設立[1]。
- 1976年（昭和51年）：「白い恋人」販売開始。
- 1979年（昭和54年）4月：本社と工場を札幌市東区北9条東3丁目（札幌駅北口）に移転[1]。
- 1992年（平成04年）6月：札幌市西区宮の沢（現在地）に本社と工場を移転[1]。
- 1995年（平成07年）：「イシヤチョコレートファクトリー」（2003年に総称を「白い恋人パーク」と改称）オープン[12]。
- 1996年（平成08年）：コンサドーレ札幌（現在の北海道コンサドーレ札幌）のスポンサーとなる。
- 1997年（平成09年）10月：創業50周年。
- 2000年（平成12年）：「宮の沢白い恋人サッカー場」完成[13]。
- 2002年（平成14年）：「旧三井銀行小樽支店」取得（2016年にニトリが取得）[14][15]。
- 2003年（平成15年）：「チュダーハウス」オープン[16]。
- 2005年（平成17年）：屋台村「小樽出抜小路」オープン（2013年売却）[17][18]。
- 2007年（平成19年）：賞味期限延長・改竄、大腸菌検出など一連の不祥事が発覚。白い恋人パーク閉鎖（2008年営業再開）[1][19]。
- 2008年（平成20年）8月：CI導入により、ロゴマーク変更[注釈 1]。さらに社名呼称を「ISHIYA」に統一、12月にはキャラクターねこのネーミング決定[注釈 2]。
- 2011年（平成23年）：吉本興業ほか2社に対して「商標権侵害等に基づく差止請求訴訟」提起（2013年に和解）[22][23][24]。
- 2013年（平成25年）：秋田銀行、秋田共立とともに「札幌大通西4ビル」を建設し、直営3店舗オープン[25][26]。
- 2015年（平成27年）：サザエ食品の道内事業を承継し、子会社化[27][28]。
- 2017年（平成29年）：北海道外初出店となる「ISHIYA GINZA」オープン[29][30]。北広島工場操業開始[31]。北海道キヨスクが石屋製菓とコラボレーションしたISHIYA商品の専門店「ISHIYA by Kiosk 札幌駅東店」オープン[32]。
- 2021年（令和3年）
  - 7月31日： ISHIYA CAFÉ新千歳空港店閉店[33]。
- 2022年（令和4年）
  - 3月： ISHIYA CAFÉ 札幌大通西4ビル店が閉店[34]。
  - 6月22日： 関連会社の石屋商事がISHIYA CAFÉ 札幌大通西4ビル店跡地に22%MARKET（マーケット）をオープン[34]。

## 賞味期限改竄・大腸菌等検出事件
2007年（平成19年）に「白い恋人」の賞味期限の延長・改竄などの不祥事が発覚し、百貨店や土産店が石屋製菓の全商品を撤去するなどの対応に追われ、北海道知事が不快感を表明するなど、北海道内外に大きな影響を与えた。一連の事件は、1996年（平成8年）頃から「白い恋人」に複数の賞味期限を設定して延長・改竄していた行為に加え、「ミルキーロッキー」からは大腸菌、「バウムクーヘン」からは黄色ブドウ球菌を検出していた。札幌市保健所が事実関係を確認した後、石水勲社長が記者会見して不正が発覚した。工場への立ち入り検査後に自主的な生産休止を無期限休業に変更すると、影響の大きさから北洋銀行と三井住友銀行が10億円の臨時融資を発表して石水勲社長は辞任し、島田俊平が社長に就任した。ところが、新たに「美冬」や「コーティングチョコレート」「オレンジコンフィ」「鳴子パイ」「マイスタークッキー」でも賞味期限の延長・改竄が発覚すると、北海道庁は「農林物資の規格化等に関する法律」（JAS法）に基づいて行政処分を行った。また、札幌市保健所は「食品衛生法」違反でアイスクリーム類の廃棄命令と「札幌市食品衛生法施行条例」違反による指導を行った。その後、森永製菓から品質管理責任者を招聘して行政には「改善計画」などを提出し、札幌市保健所による立ち入り検査によって問題なしと判断されると、「安全宣言」をして生産・販売を再開した。

## 北海道コンサドーレ札幌との関わり
北海道へのプロサッカーチーム誘致活動において、石水勲が主要人物の1人であったことなどから「コンサドーレ札幌」（現在の北海道コンサドーレ札幌）のオフィシャルパートナーとなってチームを支援している。2000年（平成12年）には「イシヤチョコレートファクトリー」（現在の白い恋人パーク）隣に天然芝の屋外グラウンド「宮の沢白い恋人サッカー場」を造成しており、練習場やユースチームの試合会場として使用している。2014年（平成26年）には札幌ドームにあったクラブ事務所が移転した。オフィシャルショップ「CONSA BASE」（コンサベース）がある。なお、現在コンサドーレは石屋製菓が約60%の株式を保有する連結子会社であり、石水創が代表取締役社長を務めている。

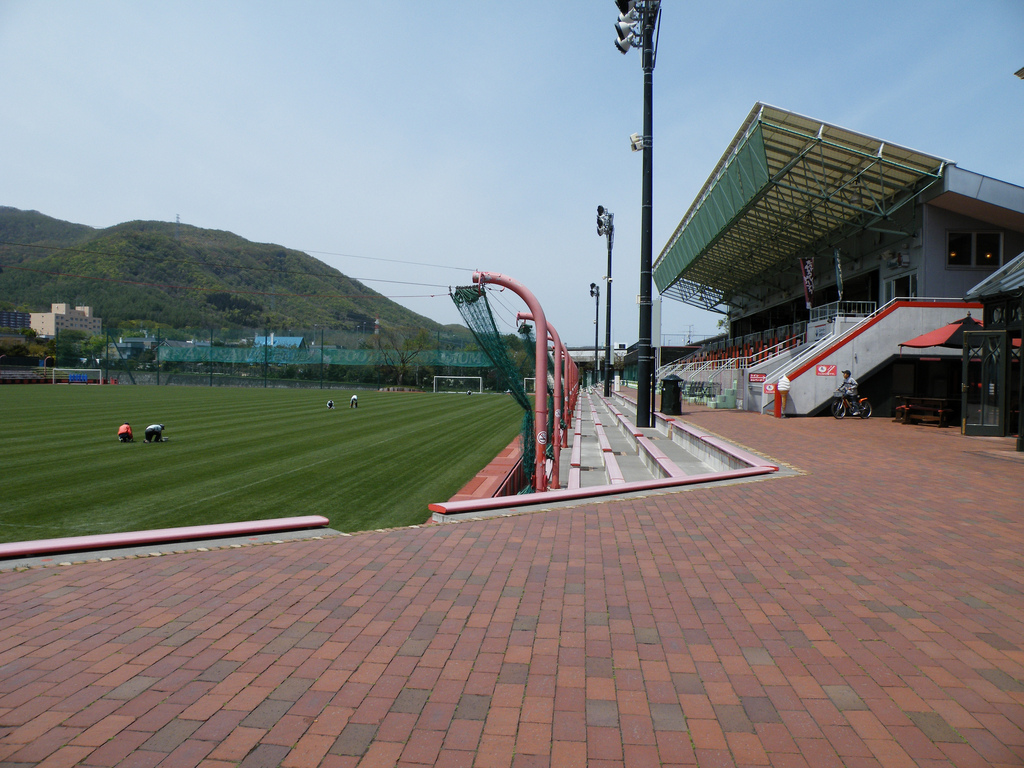
宮の沢白い恋人サッカー場（2009年5月）
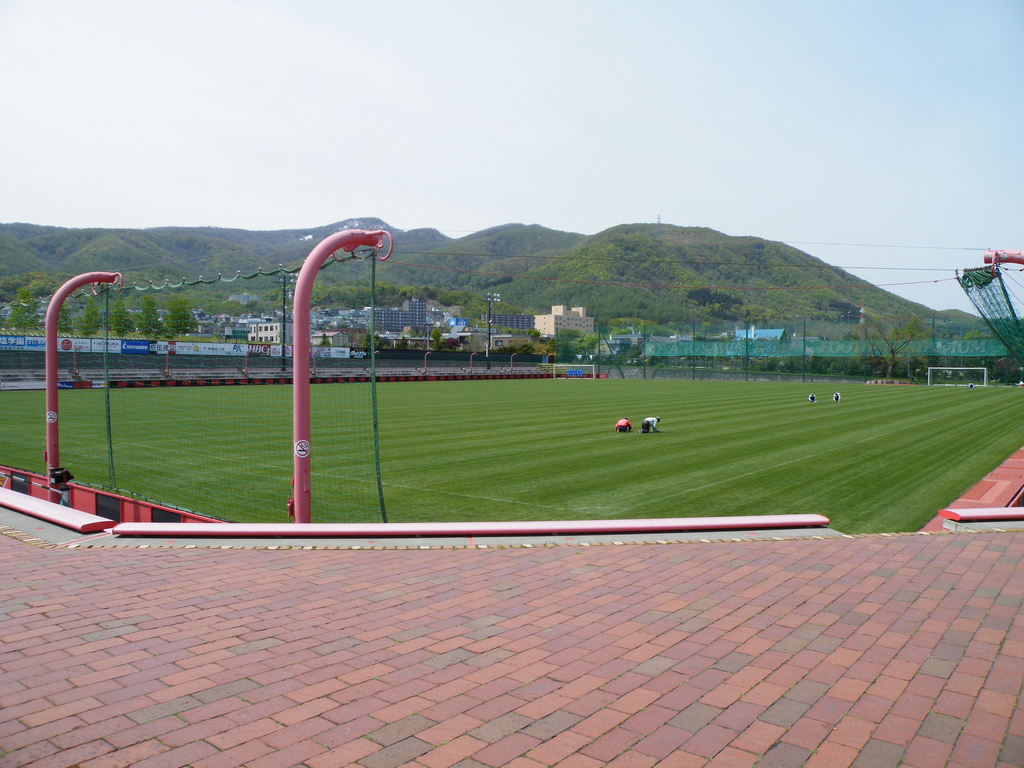
宮の沢白い恋人サッカー場（2009年5月）

## 事業所・店舗
事業所
- 本社工場・白い恋人パーク - 札幌市西区宮の沢2条2丁目11-36
- 北広島工場 - 北海道北広島市中央6丁目14-1

ISHIYAショップ
- 大丸札幌店 ISHIYAショップ - 札幌市中央区北5条西4丁目 大丸札幌店地下1階
- エスタ大食品街 ISHIYAショップ - 札幌市中央区北5条西2丁目 札幌エスタ地下1階
- さっぽろ東急百貨店 ISHIYAショップ - 札幌市中央区北4条西2丁目 さっぽろ東急百貨店地下1階
- 札幌三越 ISHIYAショップ - 札幌市中央区南1条西3丁目 札幌三越地下2階
- 丸井今井札幌本店 ISHIYAショップ - 札幌市中央区南1条西2丁目 丸井今井札幌本店地下2階
- 白い恋人パーク ショップ・ピカデリー - 札幌市西区宮の沢2条2丁目 白い恋人パーク

ISHIYA CAFÉ
- ISHIYA CAFÉ 札幌大通西4ビル店 - 札幌市中央区大通西4丁目6-1 札幌大通西4ビル地下2階
- ISHIYA CAFÉ 北広島市役所店 - 北海道北広島市中央4丁目2-1 北広島市役所5階
- ISHIYA NIHONBASHI - 東京都中央区日本橋室町3丁目2-1 COREDO室町テラス1F

Candy Labo
- キャンディ・ラボ - 札幌市西区宮の沢2条2丁目11-36 白い恋人パーク

ISHIYA G
- ISHIYA G - 東京都中央区銀座6丁目10-1 GINZA SIXB2F

イシヤ 新宿
- イシヤ 新宿 - 東京都新宿区西新宿1丁目1-4 京王百貨店新宿店中地階

イシヤ 東京ステーション
- イシヤ 東京ステーション - 東京都千代田区丸の内1丁目1-4 JR東京駅構内1Fサウスコート内 エキュート東京

イシヤ 羽田
- イシヤ 羽田 - 東京都大田区羽田空港3丁目3-2 羽田空港第1旅客ターミナル2F特選洋菓子館

イシヤ 心斎橋
- イシヤ 心斎橋 - 大阪府大阪市中央区心斎橋筋1丁目7-1 大丸心斎橋店本館B1F

## CM・提供番組
「白い恋人」「美冬」などのCMは、かつて北海道内の民放テレビ5局で各局ローカル番組やスポットCMなどで流れていたほか、北海道発の全国ネットで石屋製菓が提供している単発番組に多く流れていた。また、道内民放ラジオ4局（AM・FM）でもスポットCMを放送していた。さらにかつてはCMの最後に「しろいこいびとぉ〜」と流れるのが定番であったほか、上空から撮影した豊似湖をCMやポスターにしたこともあった。なお、提供読みは長年「白い恋人（でおなじみ）の石屋製菓」であったが、2008年（平成20年）8月1日からは「白い恋人（でおなじみ）のISHIYA」、2017年（平成29年）4月以降は「しあわせをつくるお菓子、ISHIYA」に変更している。創業70周年時の提供クレジットでは、通常のISHIYAマークの横に「70years」の文字を追加していた。

### テレビCM出演者
- 大島優子
- 西秋愛菜
- 松井さやか
- 三浦俊也
- 中山雅史
- 安田顕（TEAM NACS）

### これまでの提供番組
北海道放送（HBC）
- たった一度の雪 〜SAPPORO・1972年〜（TBS系、2007年2月25日）
- JNNフラッシュニュース（北海道ローカルのみ、月曜 20:54 - 21:00）[注釈 3]
- HBCファイターズナイター（HBCラジオ）
- ガンちゃんの世界一面白いプロ野球の番組（HBCラジオ）
- 週刊コンサ・マニア!!（HBCラジオ）

札幌テレビ放送（STV）
- 日高晤郎のスーパーサンデー（北海道ローカル、1989年10月 - 1994年12月）
- 朝6生ワイド（北海道ローカル）
- ズームイン!!朝!（北海道ローカル、木曜）
- ズームイン!!SUPER（北海道ローカル、木曜）
- ぞっこん!スポーツ（北海道ローカル、月曜）
- どさんこワイド179（北海道ローカル、火曜）
- ZIP!（北海道ローカル、木曜）

北海道テレビ放送（HTB）
- HTBニュース（1990年代、水曜）
- アニメ『白い恋人』（2006年12月23日 BS朝日：2007年2月3日）

北海道文化放送（UHB）
- UHBニュース
- ファイコンEXP.（月曜 19:54 - 20:00）
- UHBスーパーニュース→みんなのテレビ（平日 17:54 - 19:00）[注釈 4]
- めざましテレビ公認 わがまま!気まま!旅気分（UHB制作分のみ BSフジでも放送）[注釈 5]

テレビ北海道（TVh）
- 午後の指定席（平日 13:00 - 14:55）[注釈 6]
- 開運!なんでも鑑定団（北海道ローカルのみ、火曜 20:54 - 21:54）
- コンサにアシスト（金曜 21:54 - 22:00）
- GO!GO!フットサル（2011年1月 - 2013年3月、金曜 26:30 - 27:00）

エフエム北海道（AIR-G'）
- Lief（2009年4月 - 2013年3月、月 - 木曜15時台前半枠の「New Smile」コーナーを提供）
- Sparkle Sparkler（2013年4月 - 、月 - 木曜15時台前半枠を提供）